# 渠王

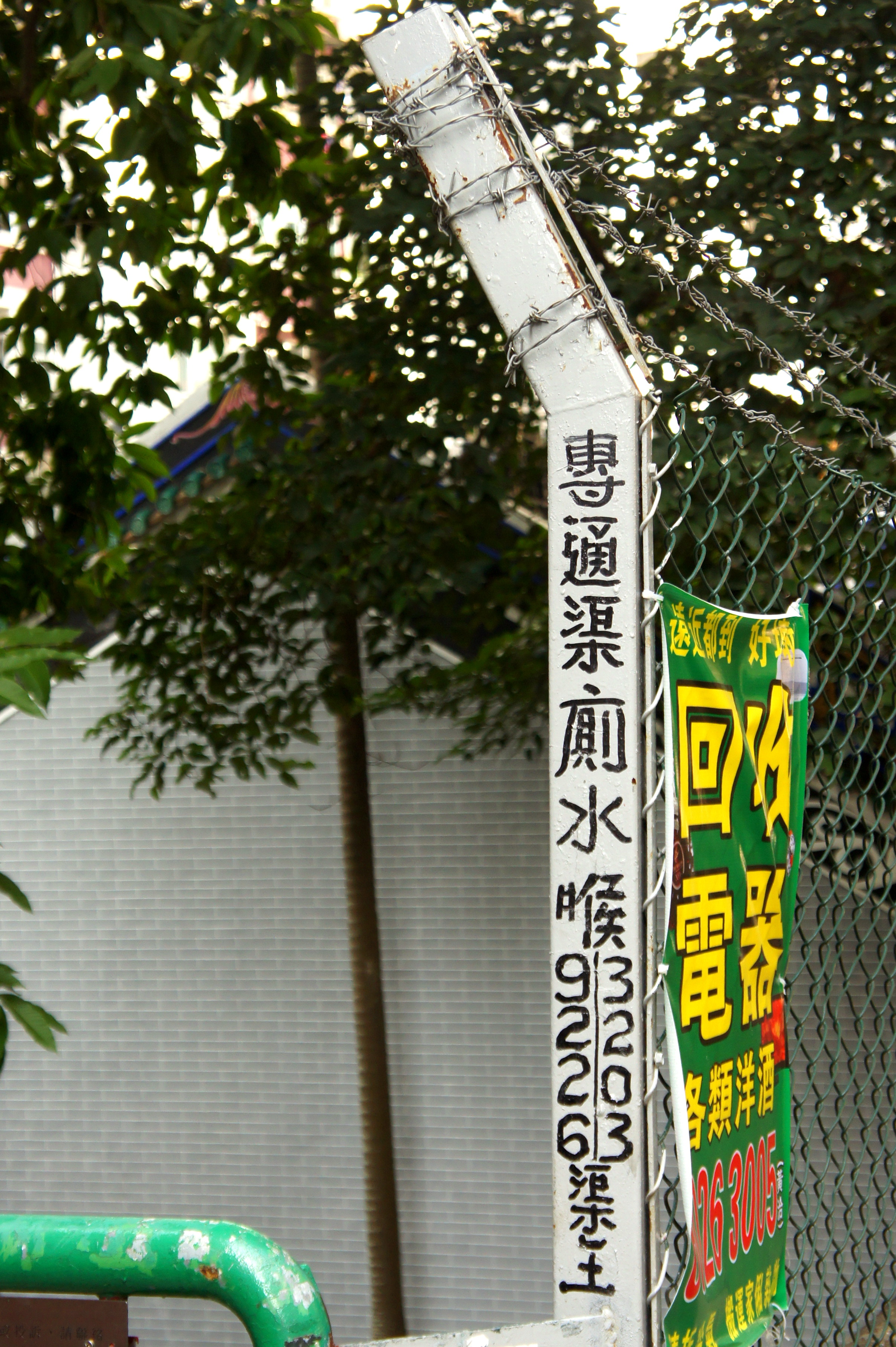
「渠王」塗鴉，後方為蓮花宮。

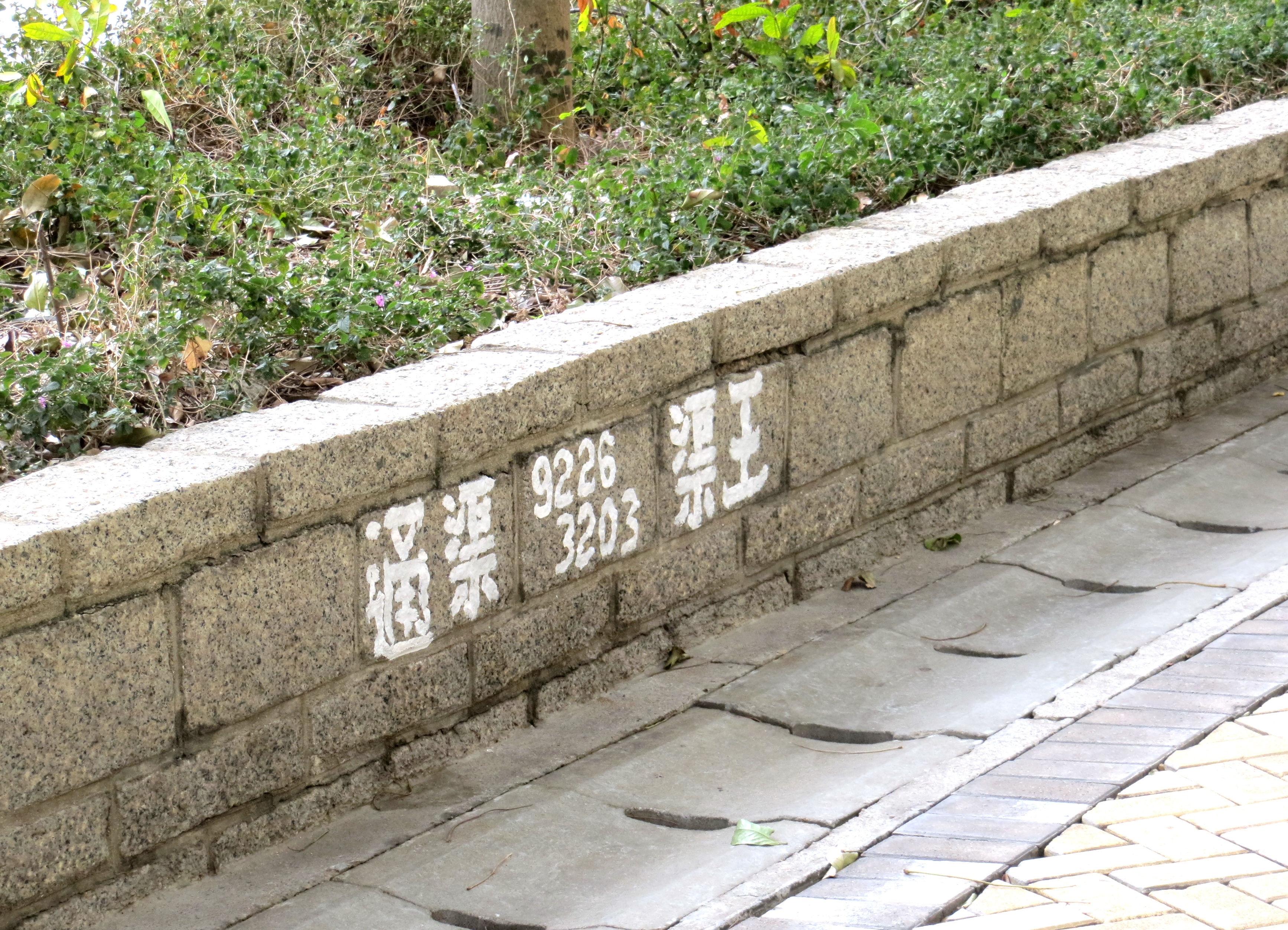
塗在行人路旁麻石花槽的「渠王」手寫廣告（攝於香港東涌文東路）

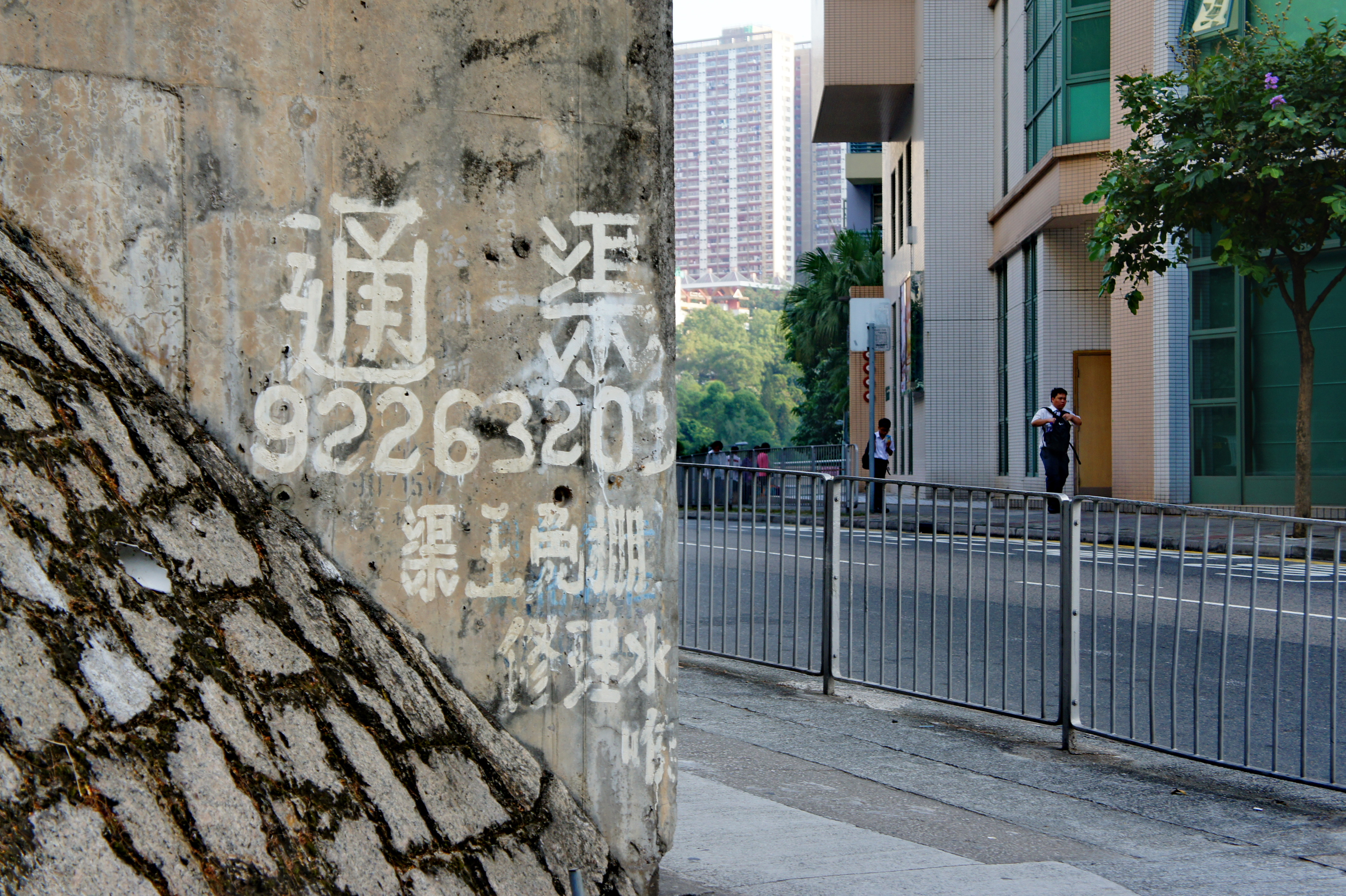
在牆上的「渠王」的手寫廣告（攝於彩禧路和彩霞道交界）

渠王，原名嚴照棠（1946年—），是香港著名的資深通渠匠，多年來他在香港街頭上以手繪方法創作出家傳戶曉的「渠王廣告」，早已深入民心。他被視為是繼「九龍皇帝曾灶財」之後另一位甚具代表性的街頭藝術家，成為本地獨有文化之一。
自 60 年代開始，渠王一直持之以恆，為了餬口以傳統的方法在街頭書寫廣告，已經超過半個世紀，正正體現了香港人為追求生活理想鍥而不捨的拼博精神。
除街頭廣告，近年來他亦透過社交平台Instagram (@The.Plumber.King)帳戶展示其經典的字體創作。帳戶紀錄了渠王多年來在各區的墨寶，讓更多本地及海外的朋友對渠王文化有更深入的認識，冀能令這份珍貴的香港情懷得以保存下來。
近年，渠王被邀參與多個大型藝術展覧，包括Affordable Art Fair 及於新世界發展旗下 K11 Art Mall 舉辦之《SubXture》文化節。

## 簡歷
渠王原籍深圳，農民出身，為家中長子，因饑荒十多歲就從中國大陸偷渡來到香港，曾當過地盤工人和水電裝修學徒，最後成為了一名通渠匠。通渠是厭惡性工作，他憑刻苦耐勞養家糊口，供養四名子女大學畢業。他為了爭取更多生意，他開始在香港街頭上畫大寫塗鴉，就這樣現時香港大街小巷的斜坡、燈柱、渠蓋都可以見到「渠王通渠免棚92263203」的塗鴉。
渠王的廣告隨現場環境填滿， 他的字體很易辨認，“渠”的第二點是一個剔，“免”字的直彎鉤像畫鬍鬚般彎向上， 個別作品字體綑邊，非常美觀。
由於塗鴉本身屬違法行為，渠王亦曾被多次罰款。

## 文化影響
- 香港攝影界曾於2008年舉行「尋找渠王」行動。
- 《戲王之王》中飾演文龍的詹瑞文，與飾演單丹的蔡卓妍有一段「獨家試渠」的情節，描述文龍在一部電影中擔任「渠王」的角色。
- Serrini和柯煒林穿著「渠王」T-shirt。[7]

## 曾參與的藝術展覽
- 2021年9月 - 美紙雜誌一周年《一紙一記》展覽 （页面存档备份，存于）

- 2021年10月 - 香港知專設計學院及VTC設計校友會 - 《堵物‧詩人》展覽

- 2021年11月 - Carnaby Fair x The Stallery - 《SUB9TURE》展覽
- 2022年6月 -《渠王 通街展》 （页面存档备份，存于），Whatever. Coffee
- 2022年8月- Affordable Art Fair Hong Kong （页面存档备份，存于） ，香港會議展覽中心
- 2022年8月至9月 - K11 Art Mall 《SubXture （页面存档备份，存于）》文化節
- 2023年4月- men’s uno HK 20周年A Score of Fashion展覽 （页面存档备份，存于），K11 MUSEA
- 2024年1月 - 與香港 AI 藝術家 Bianca Tse 聯乘創作《九龍城寨回憶錄 - 渠王篇》AI 藝術作品 （页面存档备份，存于）
- 2024年5月 - 「流行共響節 （页面存档备份，存于）」（Urban Jam Festival）, 銅鑼灣啟超道、恩平道、白沙道及利園區[8]
- 2024年6月 - 嶺南大學《拆牌道字》展覽 @JCCAC
- 2024年11月 - 東方表行《字遊時間》展覽 @Fashion Walk
- 2024年11月 - 7- Eleven New App Launch @Taikoo Place
- 2025年2月 - “The Stallery At 10: A Retrospective” 展覽 （页面存档备份，存于） @The Stallery

## 外部連結
- 春田花花創意BB班香港電台
- 攝錄渠王作品的Instagram帳戶
- 渠王官方的Instagram帳戶
- An Interview with the Plumber King in English, Zolima City Magazine （页面存档备份，存于）